# Teleférico de Montjuic
El Teleférico de Montjuic es un teleférico que da acceso a la montaña barcelonesa de Montjuic desde la falda oriental. Pese a su nombre, no es propiamente un teleférico, sino un telecabina. El 16 de mayo de 2007 se reabrió después de su remodelación. En la actualidad está gestionado por la empresa municipal TMB.

## Recorrido
El teleférico dispone de tres estaciones: Estación Parque de Montjuic (con correspondencia con el Funicular de Montjuic), Mirador (solo con parada sentido Castillo > Parque) y  Castillo.

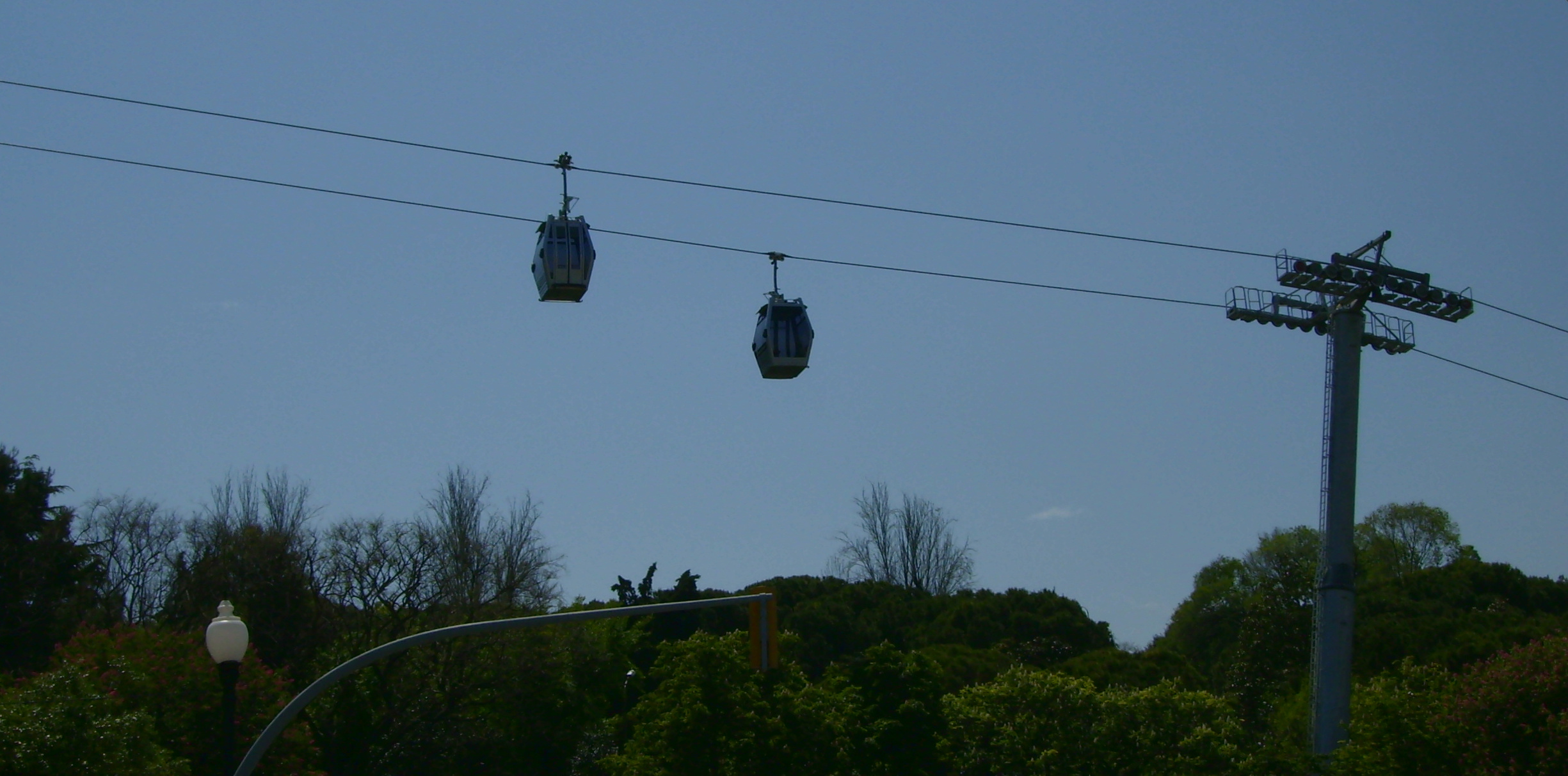
Teleférico de Montjuic renovado.

| Teleférico de Montjuic |  |  |                    |
|                        |  |  | Parque de Montjuic |
|                        |  |  | Mirador            |
|                        |  |  | Castell            |

## Billetes
- Ida y vuelta: 14,20€ adultos y 10,20€ niños(4-12 años). (2022)
- Ida: 9,40€ adultos y 7,50 niños(4-12 años) Menores 4 años, gratis.

## Vistas
Desde el teleférico se puede ver toda Barcelona y varios de sus lugares más representativos, como: la plaza de Cataluña, la Catedral de Barcelona, la Sagrada Familia, los cruceros atracados en el Puerto de Barcelona, la Villa Olímpica de Barcelona, la Torre Glòries, la zona del Fórum...